# Віденський Генезис
«Ві́денський Гене́зис», «Ві́денське Буття́» — знаменитий старовинний ілюмінований рукопис Книги Буття, можливо створений у Сирії в 1-й половині VI століття (В. Н. Лазарєв згадує 3-ю чверть). Найдавніший із добре збережених ілюстрованих біблійних кодексів (Коттонівський Генезис, що зберігається у Великій Британії, старший, але дуже пошкоджений пожежею 1731 року).
Текст рукопису є фрагментом Книги Буття в грецькому перекладі Септуагінти, часто в скороченому вигляді. Рукопис має 24 збережених фоліо, кожен з мініатюрою внизу сторінки на обох її боках. Вважається, що спочатку книга мала приблизно 96 фоліо і 192 ілюстрації. Текст написано унціальним письмом срібним чорнилом на пергаменті з телячої шкіри, пофарбованому пурпуром (того ж відтінку, що для одягу імператора). Крім того, до Віденського Генезису приплетено два аркуші з Сармісахлійського Євангелія (інші його фрагменти — у візантійському музеї в Афінах (cod. 21), Ватикані (gr. 2305), у Лермі (Італія, П'ємонт), Лондоні (Brit. Mus. Cot. Tit. З XV), Нью-Йорку (Бібліотека Пірпонта Моргана, М874) і в монастирі Іоанна Богослова на острові Патмос (cod. 67).
Ілюстрації виконано в натуралістичному стилі, схожому з римським живописом тієї епохи. Ці мініатюри за форматом є перехідною стадією між тими, які ми бачимо в сувоях і малюнками пізнішого періоду в кодексах. Сторінку прикрашено однією мініатюрою, яка може, проте, з'єднувати два або більше епізоди сюжету, так що один і той самий персонаж може бути зображений кілька разів на одній сторінці. Зустрічаються мініатюри в обрамленнях і без них; які містять епізоди і людей, не згаданих в Бутті (які, ймовірно, йдуть від єврейських переказів цих сюжетів, оброслих подробицями — мідрашів).
Створений в ту ж епоху, що й Россанський кодекс, з яким його пов'язує його тісне стилістичне спорідненість, і Синопський кодекс. Експресіоністичний стиль цих рукописів видає велику схожість з пам'ятками чисто сирійського походження, що дозволяє об'єднувати їх з останніми в одну велику групу. Віденський Генезис є копією старішого кодексу. Академік Лазарєв пише про це: «П. Буберль незаперечно довів, що Віденський Генезис скопійовано не зі сувою, а з Кодексу. На його думку, це був Антіохійський рукопис середини VI століття, що сходив, у свою чергу, до грецького архетипу IV століття. Мініатюри Віденського Генезису П. Буберль переконливо розподіляє між вісьмома майстрами. Спробу О. Вульфа І К. Норденфалька приписати Віденський Генезис, Синопський фрагмент і Россанський кодекс Константинопольській школі слід визнати невдалою, оскільки вона не тільки стирає межі між східно-християнським і візантійським мистецтвом, але й призводить до хибної характеристики константинопольського живопису VI століття, який за такого висвітлення абсолютно розчиняється в семітичному мистецтві Передньої Азії».